# بمب‌گذاری انتحاری مرکز خرید هاشارون (۲۰۰۱)
بمب‌گذاری در مرکز خرید هاشارون یک بمب‌گذاری انتحاری بود که در ۱۸ مهٔ ۲۰۰۱ در مرکز خرید هاشارون در نتانیا، اسرائیل رخ داد. در این حمله شش نفر کشته شدند.
سازمان اسلامگرای فلسطینی حماس اعلام کرد که آن‌ها مسئول این حمله هستند.

## حمله
روز جمعه، ۱۸ مهٔ ۲۰۰۱، در ساعت ۱۱:۳۰ صبح، یک بمب‌گذار انتحاری فلسطینی با پوشیدن یک ژاکت بلند آبی که مواد منفجره را روی بدن خود مخفی کرده بود، به مرکز خرید محبوب هاشارون در مرکز نتانیا نزدیک شد. نگهبان مرکز خرید به او نزدیک شد و از ورود او به مرکز خرید جلوگیری کرد. بمب‌گذار بلافاصله مواد منفجره خود را در ورودی مرکز خرید منفجر کرد و هفت نفر از جمله خودش را کشت و بیش از ۵۰ نفر را مجروح کرد.

## پیامد
در پی این حمله، جنگنده‌های اسرائیلی به مقر نیروهای امنیتی فلسطین در کرانه باختری حمله کردند و ۱۲ نفر را کشتند این حمله اولین استفاده از هواپیماهای جنگی اسرائیل علیه فلسطینیان در کرانه باختری و غزه از زمان جنگ ۱۹۶۷ است.